# La doble vida de Véronique
La Double vie de Véronique (títol alternatiu en polonès: Podwójne życie Weroniki; literalment, en català, "La doble vida de Verònica") és una pel·lícula de llengua francesa i polonesa dirigida el 1991 per Krzysztof Kieślowski. La música és del compositor Zbigniew Preisner, amb qui Kieślowski ja havia treballat amb Dekalog. La película ha estat subtitulada en català amb el títol de La doble vida de Véronique.

## Argument
La Double vie de Véronique mostra la vida de dues joves físicament idèntiques i que porten a terme una vida molt similar presidida per la música i separada només per una gran distància geogràfica: Weronika viu a Polònia mentre que Véronique viu a França. Per un instant la vida de les dues joves s'està a punt de creuar quan Véronique va de viatge a Cracòvia. Això no obstant, del casual encontre finalment només en queda el testimoni d'una fotografia feta per Véronique des de l'autobús, no adonant-se que sense voler ha retratat a la seva doble, que es passejava pel Rynek del centre històric.
Després de la inesperada mort de Weronika durant el seu primer gran concert degut a un sobtat atac de cor, el film se centra en la vida de l'altra Véronique, la qual nota una decisiva pertorbació a l'ànima sense poder-ne determinar el motiu. Véronique decideix aleshores abandonar la seva carrera de cantant i es posa a donar classes a una escola on coneixerà Alexandre, un titellaire del qual s'enamora. L'ambigu Alexandre trasbalsa inicialment els sensibles sentiments de Véronique, la vida de la qual sembla que Alexandre manipuli com una més de les seves mal·leables marionetes. Això no obstant, finalment el jove reconeix el seu amor cap a ella i es reconcilien. Alexander té aleshores accés a les fotos del viatge a Cracòvia, tot descobrint la imatge de la difunta doble polonesa. Véronique pren així consciència de la seva doble vida.

## Repartiment
- Irène Jacob: Weronika/Véronique
- Władysław Kowalski: Pare de Weronika
- Sandrine Dumas: Catherine
- Guillaume De Tonquédec: Serge
- Claude Duneton: Pare de Véronique
- Philippe Volter: Alexandre Fabbri
- Kalina Jędrusik: dona
- Aleksander Bardini: director d'orquestra

## Premis
- premi FIPRESCI al Festival Internacional de Cinema de Canes de l'any 1991.
- Premi a la millor interpretació femenina de Canes per a Irène Jacob, pel seu paper de Véronique i Weronika.
- Premi FAFCA per a Zbigniew Preisner, per la millor banda sonora.
- Premi del públic al Festival de Cinema de Varsòvia.
- Nominació als Globus d'Or del 1992 per la millor pel·lícula estrangera.
- Premi NSFC a la millor pel·lícula estrangera.
- Premi Sant Jordi de Cinematografia 1993 per Irène Jacob, com a millor actriu estrangera.